# Фрідріх фон Рет
Фрідріх «Фріц» Рет, з 1918 року — Ріттер фон Рет (нім. Friedrich "Fritz" Ritter von Röth; 29 вересня 1893, Нюрнберг — 31 грудня 1918, Нюрнберг) — німецький льотчик-ас, оберлейтенант Баварської армії (19 серпня 1918). Кавалер ордена Pour le Mérite.

## Біографія
Як тільки почалася Перша світова війна, Рет вступив на військову службу в 8-й баварський полк польової артилерії. Він одразу отримав звання унтерофіцера, але незабаром був поранений у бою і провів майже рік у шпиталі. Отримав виробництво в офіцери 29 травня 1915 року.
Після одужання вступив в авіацію, але знову був тяжко травмований під час аварії літака під час навчання. І знову майже рік Рет провів у госпіталі, але зрештою отримав кваліфікацію пілота на початку 1917 року. 1 квітня 1917 року призначений у 296-й льотний дивізіон. 10 вересня 1917 року направлений в 1-ше училище винищувальної авіації, 17 вересня — в 34-ту, 4 жовтня — в 23-тю винищувальну ескадрилью. 24 квітня 1918 року прийняв під командування баварську 16-ту винищувальну ескадрилью.
До 14 жовтня Рет довів свій рахунок до 28 перемог, але цього дня був поранений у ступню. Серед перемог Фрідріха налічувалося 18 аеростатів: він став найрезультативнішим винищувачем цих досить небезпечних цілей, при чому всі аеростати були збиті по кілька штук одразу, коли він на швидкості «скошував» лінії аеростатів союзників.
Не витримавши потрясіння від поразки Німеччини у війні, Рет застрелився в новорічну ніч 1918/19 років.

## Нагороди
- Залізний хрест
  - 2-го класу
  - 1-го класу (1 листопада 1917)
- Нагрудний знак військового пілота (Баварія)
- Орден «За військові заслуги» (Баварія) 4-го класу з мечами (11 червня 1917)
- Королівський орден дому Гогенцоллернів, лицарський хрест з мечами (25 лютого 1918)
- Pour le Mérite (9 вересня 1918) — за 22 перемоги.
- Військовий орден Максиміліана Йозефа, лицарський хрест (1919, посмертно заднім числом) — за знищення трьох аеростатів під час одного вильоту 25 січня 1918 року.

## Вшанування пам'яті
В Нюрнберзі є вулиця Фріца фон Рета (нім. Fritz-von-Röth-Straße).